# Destruction AllStars
Destruction AllStars è un videogioco sviluppato da Lucid Games. Si basa sul combattimento tra veicoli, con meccaniche simili a Destruction Derby. Annunciato al evento PlayStation 5 di giugno 2020 è stato pubblicato, per la medesima piattaforma il 2 febbraio 2021, disponibile nell'abbonamento PlayStation Plus oppure acquistabile separatamente.

## Modalità di gioco
Le meccaniche di base si basano sulla guida di veicoli terrestri con cui demolire quelli di altri giocatori, di solito il gioco è online ma è anche disponibile una modalità pratica con intelligenze artificiali. Quando un veicolo è distrutto il guidatore salta fuori dalla sua carcassa e incomincia a muoversi a piedi per l'arena fino a quando non trova ne trova un altro. Sono presenti due abilità che variano da personaggio a personaggio di cui una è utilizzabile solo a piedi e conferisce abilità come boost, invisibilità e doppi salti. L'altra genera un veicolo personale molto resistente e fornito di abilità speciali che variano da personaggio a personaggio. Entrambe vengono ricaricate con cristalli presenti in tutta la mappa.

### Mayhem
Modalità simile ad un free-for-all, dove l'obbiettivo principale è quello di totalizzare il maggiore numero di punti, tamponando e distruggendo veicoli nemici, prima dello scadere del tempo. Mayhem significa caos, termine che rispecchia i ritmi e la confusione della partita.

### Gridfall
Match simile ad un Battle-Royale dove il vincitore è il giocatore che sopravvive fino a rimanere da solo. L'arena circolare con lo svolgersi della partita incomincia a perdere porzioni di tracciato lasciando solo enormi buchi che fanno cadere in un pozzo di lava. Così facendo la difficoltà aumenta e il match si concluderà più velocemente.

### Carnado
Modalità a squadre dove l'obbiettivo principale è collezionare il numero maggiore possibile di ingranaggi per poi consegnarli ad un tornado al centro della mappa, che li aggiungerà al punteggio totale della squadra. Essere demoliti comporta la perdita degli ingranaggi. Allo scadere del tempo la squadra con più punti vince.

### StockPile
Modalità a squadre basata sul conquistare tre "Banche" consegnando ingranaggi ottenuti raccogliendoli per la mappa oppure demolendo avversari. Vince la squadra che per prima conquista tutte le "Banche" oppure quella con il maggior numero di esse allo scadere del tempo.